# Regroupement des centres d’artistes autogérés du Québec
Pour les articles homonymes, voir RCAAQ.
Le Regroupement des centres d’artistes autogérés du Québec (RCAAQ) est un organisme national de représentation dont le mandat est de servir, rassembler, représenter et promouvoir les centres d’artistes autogérés du Québec. Il supporte les activités de recherche liées à l'expérimentation artistique, souscrit à la gestion par les artistes, dispose d’un programme de formation continue destiné à la fois aux travailleurs culturels et aux artistes professionnels et soutient le déploiement de l'art dans la société. Il travaille au rayonnement de ses membres et au soutien du réseau des associations québécoises et canadiennes œuvrant à la diffusion des arts visuels. En collaborant avec des représentants d’autres disciplines et communautés, le RCAAQ participe à la définition et au développement des enjeux artistiques et culturels québécois et canadiens ainsi qu’à l’amélioration des conditions socio-économiques des artistes et des travailleurs des centres d’artistes autogérés. Le Regroupement des centres d’artistes autogérés du Québec, la plus ancienne et la plus importante des associations régionales, regroupe près de 70 centres dans toutes les régions du Québec.

## Histoire
Lorsque 17 centres d'artistes autogérés ont décidé de former le RCAAQ en 1986, c'était d'abord pour se doter d'une voix auprès des instances gouvernementales provinciales et municipales. « À ce moment-là, les centres d'artistes autogérés n'étaient aucunement représentés auprès du gouvernement du Québec et des autorités municipales. C'était important de le faire si nous voulions avoir davantage de soutien financier », explique l'un des membres fondateurs du RCAAQ et directeur général de l'organisme Bastien Gilbert.
Le RCAAQ a été fondé lors d’une réunion du Regroupement des centres alternatifs du Canada (ANNPAC/RACA). Les 17 centres d’artistes du Québec, alors membres de cette association nationale, ont décidé de se donner un regroupement à leur image. Il s’agissait de Artexte, Articule, Dazibao, Oboro, Optica, Powerhouse et Tangente (Montréal), La Chambre blanche, le Lieu, Obscure, l’Œil de poisson, et le centre Vu (Québec), Axenéo7 (Gatineau), Espace virtuel et galerie Séquence (Chicoutimi), Langage Plus (Alma) et la galerie d’art de Matane.

## Centres d'artistes autogérés
Les centres d’artistes sont « des organismes sans but lucratif, dirigés par un conseil d’administration comptant une majorité d’artistes » ; ces établissements ont pour activité principale de favoriser la production d’œuvres, leur diffusion et la recherche en arts visuels. Ils mettent à la disposition des artistes des espaces, des équipements, des services et des ressources spécialisées et ils proposent des activités de réflexion, de formation, de perfectionnement et d’accueil lors de séjours de production.

## Portail Réseau Art Actuel
Le RCAAQ est gestionnaire de Réseau Art Actuel, un portail destiné à la promotion de l’art actuel et contemporain et à la multiplicité de ses activités et pratiques. Le Portail, créé en 2009, est mis à jour quotidiennement et diffuse un imposant corpus d’informations sur les arts actuels au Québec. Son calendrier permet aux utilisatrices et aux utilisateurs de retrouver, par jour et par ville, les activités en cours dans plus de 125 lieux différents à travers le Québec. Cette plateforme permet d’augmenter la visibilité et l’accessibilité à une information professionnelle destinée à la communauté des arts. Elle joue aussi un rôle unique de médiateur entre des pratiques hautement spécialisées et un public désireux de se tenir informé.